# Pablo M. Fernández
Cor. Pablo M. Fernández fue un militar mexicano que participó en la Revolución mexicana. Nació en García, Nuevo León, el 26 de febrero de 1884. Durante la lucha maderista operó al lado del coronel Alfonso F. Zaragoza. En el constitucionalismo militó en las fuerzas de Fidel Garza como subteniente, alcanzando el grado de coronel. En 1920 fue jefe de la escolta del presidente de Venustiano Carranza, a quien acompañó hasta Tlaxcalantongo. Tiempo después fue colaborador en la Secretaría de Comunicaciones de 1932 a 1934. 